# Fun (canción de Pitbull)
«Fun» es una canción del rapero estadounidense Pitbull con la colaboración del cantante estadounidense Chris Brown Fue lanzado como sencillo el 21 de abril de 2015 por el sello RCA Records.

## Video musical
El vídeo musical colorido para la canción fue lanzado el 19 de junio de 2015. Cuenta con Pitbull y Brown. El video fue dirigido por Gil Verde. Con la participación de la ganadora Nuestra Belleza Latina 2013 Marisela de Montecristo.
Hollywood Life Christopher Rogers llama el video "increíble" y "obra maestra", también agregó que tiene todo el público querría en un video musical lanzado en el verano. Zach Frydenlund de la revista Complex dio una crítica negativa, diciendo que el video "en realidad no era divertido en lo absoluto".

## Lista de posiciones
| Lista (2015)                                | Mejor posición |
| ------------------------------------------- | -------------- |
| Alemania (Media Control AG)                 | 36             |
| Australia (ARIA)                            | 59             |
| Austria (Ö3 Austria Top 40)                 | 44             |
| Bélgica (Flandes) (Ultratop 50)             | 50             |
| Bélgica (Valonia) (Ultratip Bubbling Under) | 3              |
| Canadá (Canadian Hot 100)                   | 24             |
| Croacia (ARC 100)                           | 21             |
| Escocia (Scottish Singles Sales Chart)      | 68             |
| España (Top 100 Canciones)                  | 78             |
| Estados Unidos (Billboard Hot 100)          | 40             |
| Estados Unidos (Hot Rap Songs)              | 7              |
| Estados Unidos (Hot Dance Club Songs)       | 30             |
| Estados Unidos (Latin Pop Airplay)          | 33             |
| Estados Unidos (Mainstream Top 40)          | 17             |
| Francia (SNEP)                              | 57             |
| Hungría (Rádiós Top 40)                     | 24             |
| Hungría (Single Top 40)                     | 14             |
| Irlanda (IRMA)                              | 59             |
| Países Bajos (Dutch Top 40)                 | 9              |
| Países Bajos (Mega Single Top 100)          | 16             |
| Suiza (Schweizer Hitparade)                 | 50             |
| Reino Unido (UK Singles Chart)              | 68             |
| Reino Unido (UK R&B Chart)                  | 14             |